# Courtney Hodges
Courney Hodges (5 de janeiro de 1887 –  16 de janeiro de 1966) foi um general condecorado dos Estados Unidos que comandou o Primeiro Exército na Frente Ocidental da Segunda Guerra Mundial.

## Início de vida e carreira militar
Hodges nasceu em Perry, Geórgia, em 5 de janeiro de 1887. Ele era o quarto de oito filhos. A família Hodges tem suas raízes na Inglaterra, chegando à América em 1750. Após a Revolução Americana, eles se mudaram para o Condado de Houston, na Geórgia. Ele foi nomeado para a Academia Militar dos Estados Unidos (USMA) em West Point.

## Expedição de Pancho Villa e Primeira Guerra Mundial
Hodges serviu em Fort Leavenworth, Kansas, em San Antonio, Texas e nas Filipinas. Sua primeira operação militar significativa foi sob o comando do brigadeiro-general John J. Pershing, que liderou uma expedição ao México para capturar Pancho Villa depois que o revolucionário mexicano invadiu a cidade de Columbus, Novo México, na primavera de 1916.
Hodges serviu no 6.º Regimento de Infantaria, 5.ª Divisão, durante a Primeira Guerra Mundial, na qual os Estados Unidos entraram em abril de 191. Chegou a tenente-coronel e comandante de batalhão da 6.ª Infantaria, nas campanhas de Saint-Mihiel e Meuse-Argonne de 1918. Ao longo da guerra, ele ganhou a Cruz de Serviço Distinto por heroísmo extraordinário ao liderar um ataque no rio Marne.

## Segunda Guerra Mundial

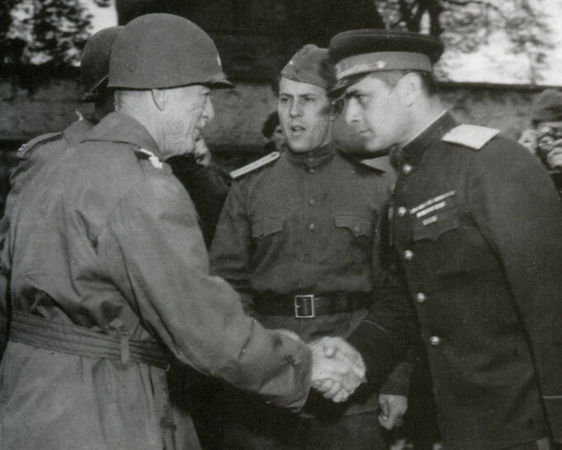
O general do Exército dos EUA Courtney Hodges (à esquerda) cumprimenta o major-general do Exército soviético Gleb Baklanov (à direita) após o encontro das forças soviéticas e norte-americanas no Elba.

As tropas de Hodges tiveram um papel importante em embotar a maior contraofensiva da Wehrmacht nas Ardenas: a Batalha do Bulge. Quando o avanço alemão isolou o Primeiro Exército do 12.º Grupo de Exércitos e de Bradley, seu Primeiro Exército foi colocado sob o comando temporário do 21.º Grupo de Exércitos anglo-canadense, sob o comando do Marechal de campo Bernard Montgomery, juntamente com o 9.º Exército dos Estados Unidos, em 20 de dezembro de 1944. O Primeiro Exército voltou ao 12.º Grupo de Exércitos em 17 de janeiro de 1945.
Eisenhower se referiu a Hodges como a "ponta de lança e a estrela cintilante" do avanço dos Estados Unidos na Alemanha e procurou garantir que Hodges fosse devidamente reconhecido por suas realizações, apesar de "ser aparentemente esquecido pelos redatores das manchetes".

## Morte e legado
Hodges morreu em San Antonio, Texas, em 1966. Ele foi enterrado no Cemitério Nacional de Arlington, Seção 2, Sepultura 890-A.

## Citações
1. ↑  Congress 1966, p. 1149.
2. ↑  Sylvan & Smith 2008, p. 1.
3. 1 2 3  English 2009, p. 95.
4. ↑  Wishnevsky 2006, p. 6.
5. ↑  Hannan 1999, p. 397.
6. ↑  «Army History: The Professional Bulletin of Army History». 1989
7. ↑  English 2009, p. 95−96.
8. ↑  Pogue 1945, pp. 378, 395.
9. ↑  Morelock 1945, p. 299.
10. ↑  Patterson, Michael Robert (28 de abril de 2023). «Courtney Hicks Hodges - General, United States Army». Arlington National Cemetery (em inglês). Consultado em 1 de maio de 2023